# Episparis
Episparis is een geslacht van vlinders van de familie spinneruilen (Erebidae).

## Soorten
- E. agnesae Pelletier, 1982
- E. brunoi Pelletier, 1982
- E. connubens Holland, 1894
- E. costistriga Walker, 1864
- E. charassota Hampson, 1926
- E. docta Schaus, 1893
- E. emmanueli Pelletier, 1982
- E. farinosa Bryk, 1915
- E. fenestrifera Bryk, 1915
- E. fuscilinea Pelletier, 1982
- E. gomphiona Hampson, 1926
- E. grandis Pelletier, 1982
- E. hannemanni Pelletier, 1982
- E. hieroglyphica Holland, 1894
- E. homoeosema Hampson, 1926
- E. hyalinata Holland, 1920
- E. jacquelina Swinhoe, 1902
- E. lamprima Holland, 1894
- E. leucotessellis Hampson, 1902
- E. liturata Fabricius, 1787
- E. lunata Holland, 1894
- E. malagas Viette, 1966
- E. malagasy Viette, 1966

- E. minima Pelletier, 1982
- E. monochroma Hampson, 1926
- E. penetrata Walker, 1857
- E. pyrocausta Hampson, 1926
- E. sejunctata Walker, 1866
- E. semicaecata Berio, 1964
- E. sinistra (Holland, 1894)
- E. spilothyris (Viette, 1956)
- E. sponsata (Fabricius, 1787)
- E. sublibatrix Bryk, 1915
- E. sylvani Pelletier, 1982
- E. taiwana Wileman & West, 1929
- E. tortuosalis Moore, 1867
- E. vitrea (Saalmüller, 1891)
- E. xanthographa Hampson, 1926